# 芒梁公路

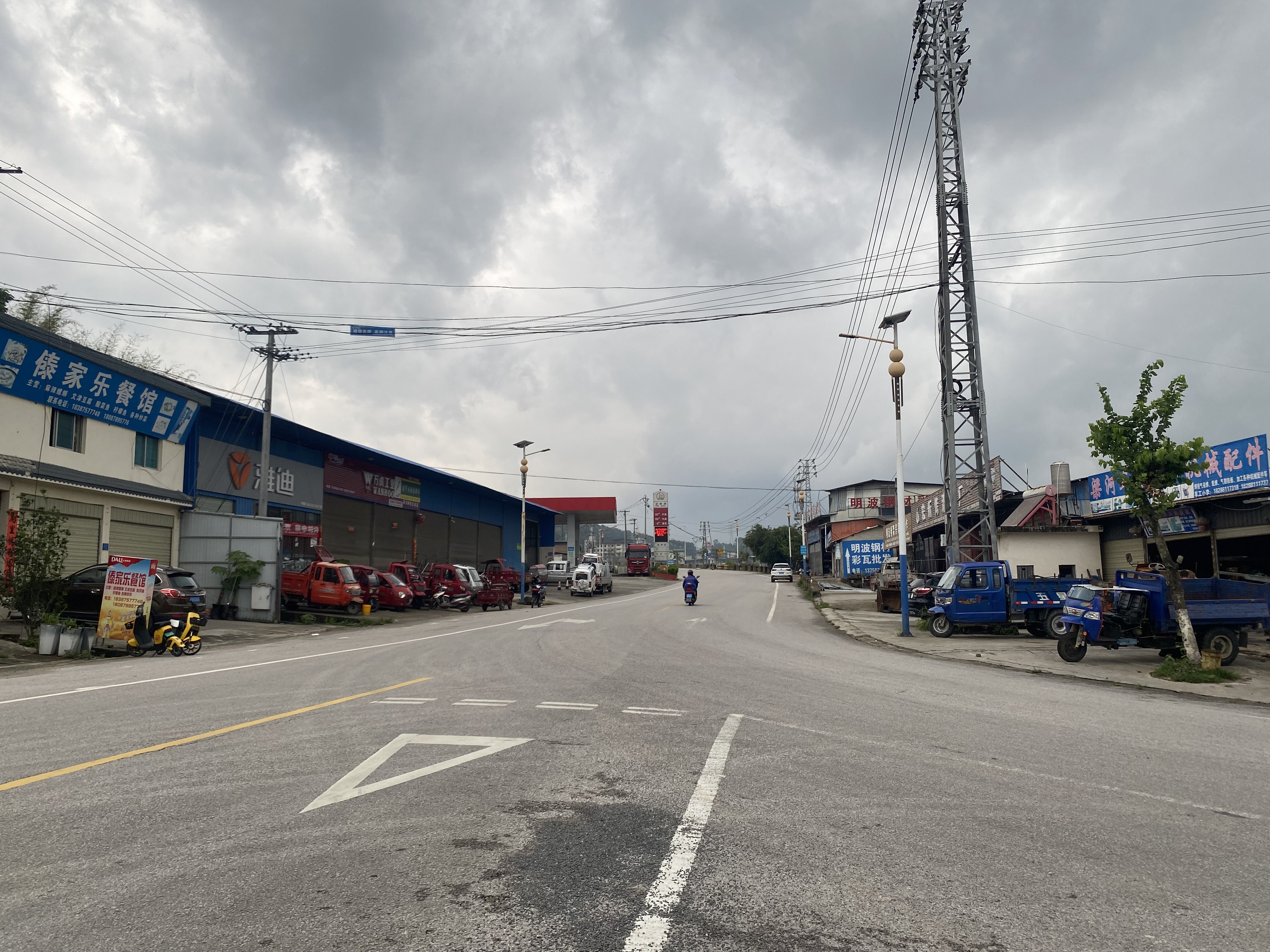
芒梁公路梁河县城西路段

芒市—梁河公路，简称芒梁线，编号S332，是云南省的一条省道，为二级公路，起点位于德宏傣族景颇族自治州芒市，经勐养、芒东，终点为梁河县遮岛镇。并行高速为云南省级芒梁高速公路。
1966年12月，梁河县修建了遮岛至芒东的芒东公路，为四级公路。1970年5月1日修通芒东至勐养的四级公路，改称勐养公路，1985年整修后实现晴雨通车。1996年，德宏州整修芒市至盈江的潞盈公路，1997年6月20日芒市风平至梁河芒东段通车，1998年芒东至盈江芒璋通车，1999年5月全线柏油铺装完成。芒梁公路在2012年改建完工升格为二级公路。芒梁公路原为省道S318芒市—那邦公路的一部分，《云南省道网规划修编（2016—2030 年）》将芒梁公路改编为S332省道。

## 资料来源
1. ↑  杨达伟 主编; 云南省梁河县志编纂委员会 编. . 昆明: 云南人民出版社. 1993.1: 347-348. ISBN 7-222-01147-1.
2. ↑  王申 主编; 芒市公路管理总段 编. . 昆明: 云南民族出版社. 2000.12: 57. ISBN 7-5367-2103-X.
3. ↑  德宏州交通局. . 昆明: 云南民族出版社. 1999.11: 44. ISBN 7-5367-1188-3.
4. ↑  . 德宏州人民政府. 2016-06-23  [2021-07-09].[]
5. ↑  《中国大百科全书》第三版网络版中的条目：（简体中文）